# Bucey-en-Othe
 Bucey-en-Othe  es una población y comuna francesa, en la región de Champaña-Ardenas, departamento de Aube, en el distrito de Troyes y cantón de Estissac.

## Demografía
| 273 | 224 | 221 | 317 | 341 | 341 |
| Para los censos de 1962 a 1999 la población legal corresponde a la población sin duplicidades (Fuente: INSEE [Consultar]) |     |     |     |     |     |